# 山本平一
山本 平一（やまもと へいいち）は、安土桃山時代から江戸時代初期にかけての武将・旗本。徳川氏の家臣。伏見城在番。

## 略歴
甲斐武田氏の家臣山本十左衛門尉（幸俊）の嫡男として誕生。父・十左衛門尉は饗庭氏の出自で、天文20年（1551年）に男子のいなかった初代山本菅助（勘助）の養子となる。天文22年（1553年）に初代菅助に男子が生まれたが、二代菅助は天正3年（1575年）5月21日の長篠の戦いにおいて戦死したため、十左衛門尉が山本家を継ぐ。
天正10年（1582年）3月、主家武田家の滅亡後は十左衛門尉と共に甲斐を領有した三河国の徳川家康に仕える。十左衛門尉は徳川直参衆（旗本）となり、『山本家過去帳』によれば慶長2年（1597年）に死去する。平一は山本家の家督を継承し、「山本家由緒書控」によれば山城国伏見城（京都府京都市）の在番を務めている。
平一の動向を示す唯一の文書として慶長9年（1604年）6月26日「結城秀康書状」がある。これは平一は家康の次男・結城秀康を見舞った際の礼状で、年代は秀康の病の時期や秀康の伏見滞在、平一の伏見在番の時期から慶長9年であると考えられている。内容は秀康が平一の訪問を感謝し、自らの病気により平一を早く帰らせたことを詫び、さらに羽織を与えている。
慶長10年（1605年）5月13日に伏見において死去する。平一には子が無く、弟の素一郎、弥八郎も相次いで死去したため山本家は浪人となるが、寛永10年（1633年）末弟の三郎右衛門が淀藩主・永井尚政に仕官し、さらに天和2年（1682年）に三郎右衛門の子孫・四代菅助が常陸国土浦藩主・松平信興に仕官し、明治維新に至る。